# Danzas del Real Colegio Seminario del Corpus Christi de Valencia
Danza realizada por seis niños que se baila actualmente en el Real Colegio Seminario de Corpus Christi de Valencia durante la procesión de la Octava del Corpus con música escrita por Juan Bautista Comes (ca. 1552-1643).

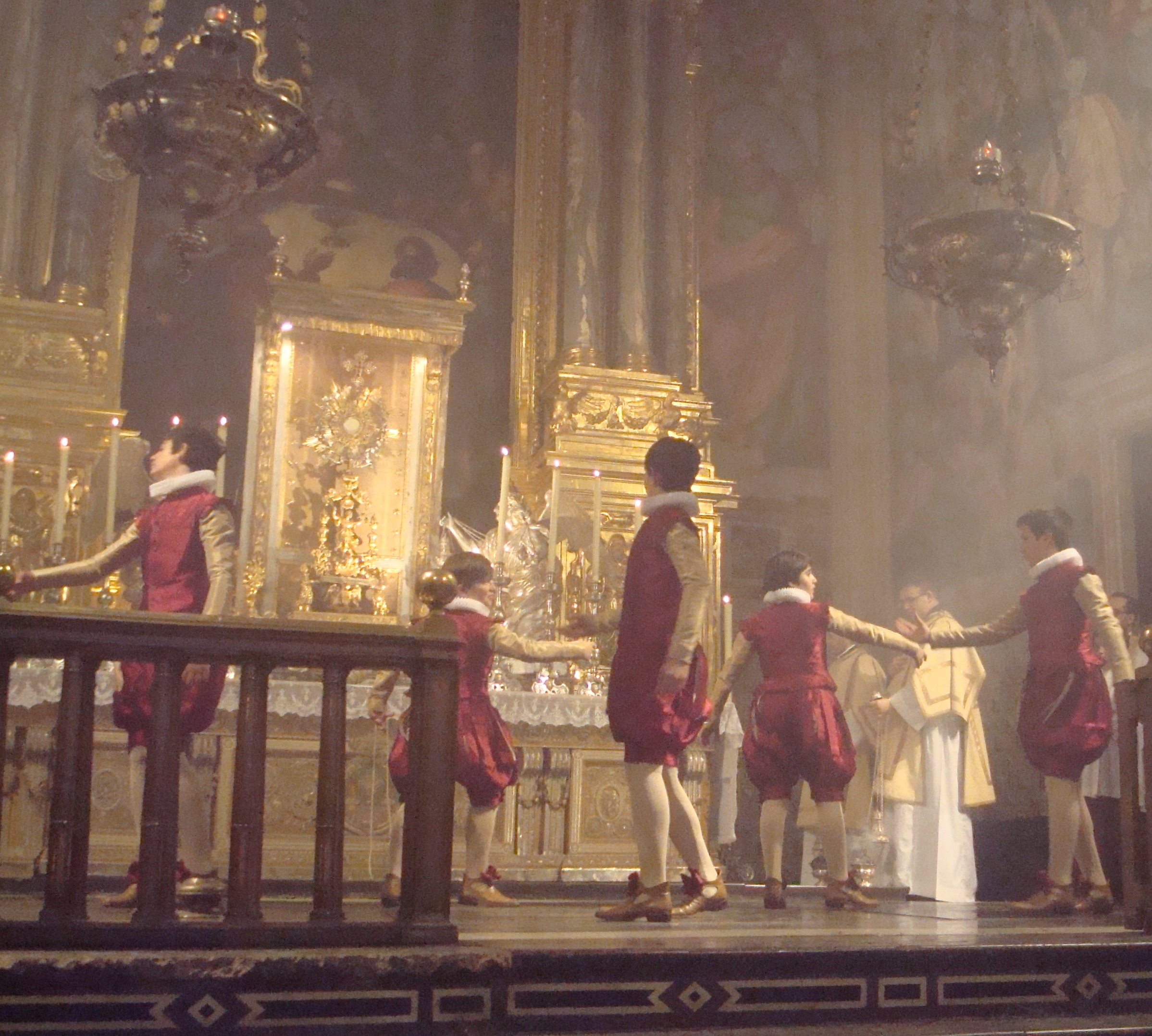
Infantes bailando en el Altar Mayor del Real Colegio Seminario del Corpus Christi de Valencia en la procesión de la Octava del Corpus.

## Historia
Estas danzas tiene su origen en un concurso de danzas que se convocó en 1604, para el traslado procesional  del Santísimo Sacramento desde la Catedral de Valencia hasta la Iglesia del Patriarca. La música de las danzas originales se perdió con el tiempo y hasta 1609 no se tendrá una nueva música, la cual fue encargada por Juan de Ribera  a su maestro de capilla Juan Bautista Comes con la intención de que pudiera ser bailada en la procesión de la Octava del Corpus.
Los danzantes era  infantillos que formaban parte de la capilla de música del Patriarca y recibían formación tanto musical como de baile por los respectivos maestros de canto y baile de la institución.
Estas danzas se dejaron de realizar en 1816 y no se recuperaron hasta el año 2010, como parte de los preparativos de la celebración en el año 2011 de los 500 años de la muerte del Patriarca.

## Protocolo ceremonial
La procesión del Santísimo Sacramento dentro de la iglesia del Patriarca está organizada con un protocolo ceremonial escrupulosamente dictado por S. Juan de Ribera que se repite hasta nuestros días. Un grupo de seis niños realizan la primera danza en el Altar Mayor de la iglesia (Danzas para el Altar) que dará paso al comienzo de la procesión propiamente dicha con la cruz patriarcal en primer lugar y a la que siguen los capellanes de las distintas órdenes religiosas. Dos seminaristas ataviados con dalmática de color blanco derraman puñados de pétalos de rosas delante de la Custodia mientras otros dos la inciensan acompañados por los infantillos. A su llegada al claustro los infantes danzantes bailan las denominadas Estaciones  (Primera, Segunda, Tercera y Cuarta Estación) en cada una de las esquinas del recinto sagrado (Danzas para el Claustro). Terminado el recorrido claustral la procesión vuelve al Altar Mayor donde se bailan las últimas danzas (Danzas para la vuelta al Altar).

## Recreación moderna
En el año 2006 y después de casi dos siglos de silencio absoluto, un grupo de investigadores, coreógrafos, indumentaristas, intérpretes y musicólogos recuperaron las danzas del Corpus. La investigación realizada contó con el apoyo y colaboración de la Sociedad Española de Musicología, el Conservatorio Profesional de Danza de Valencia, el Real Colegio Seminario de Corpus Christi, la Universidad de Valencia, el Instituto Valenciano de la Música y la Capella Saetabis dirigida por el Dr. `Rodrigo Madrid Gómez.